# Dent (Cumbria)
Pour les articles homonymes, voir Dent (homonymie).
Dent est un village de Cumbria ayant le statut de paroisse civile. Bâti sur les frontières historiques du West Riding of Yorkshire, il occupe le fond d'une vallée encaissée (dite précisément Dentdale) du parc national des Yorkshire Dales, sur le versant ouest des Pennines. Il se trouve à  7 km au sud-est de Sedbergh et à 12 km au nord-est de Kirkby Lonsdale. Pour le recensement de 2011, Dent avait été regroupée avec le village de Middleton, ce qui a donné une population totale de 785 habitants.

## Histoire
Historiquement, Dent faisait partie de la centurie d'Ewecross et donc du West Riding of Yorkshire. De 1894 à 1974, il dépendait du District de Sedbergh, avant d'être rattaché au nouveau comté de Cumbrie.
L'étymologie de ce toponyme reste controversée. Parmi les transcriptions les plus anciennes, on trouve Denet (1200) : ce mot pourrait renvoyer au nom de la colline appelée encore aujourd'hui Dent Crag (686 m), à rapprocher d'une autre colline appelée Dent, près de Cleator dans le Cumberland ; auquel cas le nom viendrait d'un mot celte apparenté au vieil irlandais dinn, dind signifiant « colline. » Selon une autre hypothèse, ce nom serait une allusion à un royaume des Âges sombres désigné dans les chroniques comme Regione Dunutinga, du nom du roi Dunot le Grand des North Pennines.
La toponymie et le dialecte local montrent que la région a été colonisée par les Normands au Xe siècle. Le généalogiste Geoffrey Hodgson estimait en 2008 que la fréquence de son propre patronyme s'expliquait par l'importance de la colonisation normande.
La vallée de Dent fut l'une des dernières (1859) des Yorkshire Dales, où les terres furent remembrées.
Dent est le lieu de naissance de l'illustre géologue Adam Sedgwick (1785). L'avocat William Armstrong s'y découvrit une vocation d'industriel en observant le fonctionnement d'une roue à aubes alors qu'il pêchait dans la Dee dans les années 1840.

## Administration
Dent fait partie de la circonscription de Westmorland and Lonsdale, dont l'actuel député est le libéral-démocrate Tim Farron.
Jusqu'au Brexit, les électeurs votaient au Parlement européen pour le North West England.

## Le village aujourd’hui
La brasserie Dent est une microbrasserie de Cowgill, juste en amont de Dent.
Dent organisait naguère un « Festival Folk de Dent » et accueille à présent chaque fin juin le festival Bière et Musique de Dent. The first event was held in 2009 and was hailed as a great success.
La gare de Dent sur la Settle and Carlisle Railway se trouve à 6,5 km au-dessus du village, au lieu-dit Denthead.